# بخش پلیزنت (شهرستان هاردین، اوهایو)
بخش پلیزنت (به انگلیسی: Pleasant Township) یک منطقهٔ مسکونی در ایالات متحده آمریکا است که در شهرستان هاردین، اوهایو واقع شده‌است.
 بخش پلیزنت ۱۰۰٫۵ کیلومتر مربع مساحت و ۸٬۳۳۸ نفر جمعیت دارد و ۳۰۴ متر بالاتر از سطح دریا واقع شده‌است.